# انتقال عادل

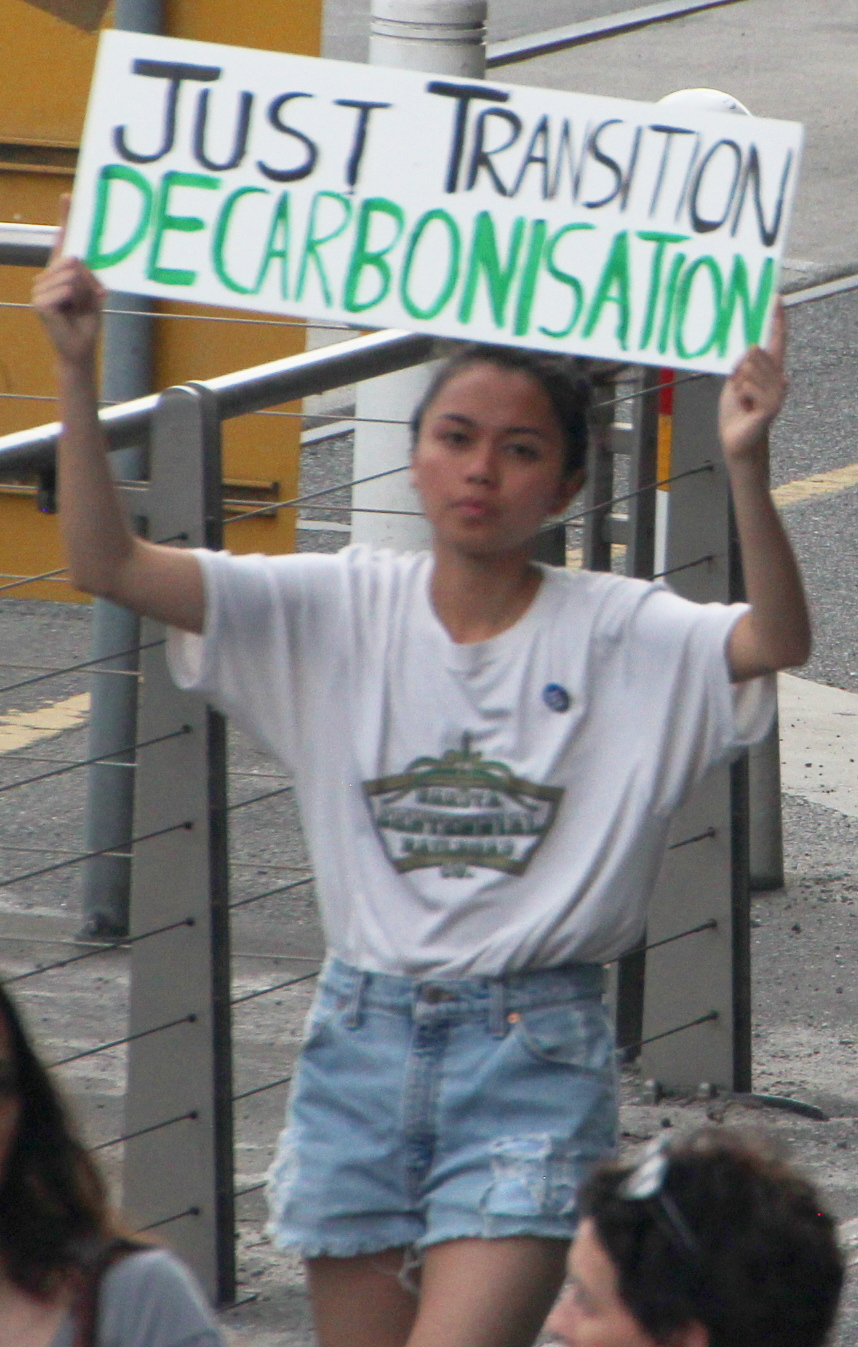
متظاهرة في ملبورن تدعو إلى انتقال عادل

الانتقال العادل Just Transition هو إطار جرى تطويره بواسطة الحركة النقابية ليشمل مجموعة من التدخلات الاجتماعية اللازمة لتأمين حقوق العمال وسبل عيشهم عندما تتحول الاقتصادات إلى الإنتاج المستدام، وفي المقام الأول مكافحة تغير المناخ وحماية التنوع البيولوجي. وقد جرى التصديق عليه دوليًا من قِبل الحكومات في مختلف المجالات، بما في ذلك منظمة العمل الدولية (ILO)، واتفاقية الأمم المتحدة الإطارية بشأن تغير المناخ (UNFCCC) في اتفاقية باريس، ومؤتمر كاتوفيتشي للمناخ (COP24) والاتحاد الأوروبي.

## الآلية
بالنسبة للنقابات العمالية، يصف مصطلح «الانتقال العادل» الانتقال نحو اقتصاد مرن للمناخ ومنخفض الكربون يزيد من فوائد العمل المناخي مع تقليل المصاعب التي يواجهها العمال ومجتمعاتهم. وفقًا للاتحاد الدولي لنقابات العمال، ستختلف الاحتياجات ذات الصلة بالانتقال العادل باختلاف البلدان، على الرغم من وجود سياسات شاملة تحتاج إلى سنها، بما في ذلك:
- استثمارات سليمة في القطاعات والتقنيات منخفضة الانبعاثات والغنية بفرص العمل. يجب القيام بهذه الاستثمارات من خلال التشاور الواجب مع جميع المتأثرين، مع احترام حقوق الإنسان والعمل، ومبادئ العمل اللائق.
- الحوار الاجتماعي والتشاور الديمقراطي للشركاء الاجتماعيين (النقابات وأرباب العمل) وأصحاب المصلحة الآخرين (أي المجتمعات).
- البحث والتقييم المبكر للآثار الاجتماعية والتوظيفية لسياسات المناخ. التدريب وتنمية المهارات، وهما عنصران أساسيان لدعم نشر التقنيات الجديدة وتعزيز التغيير الصناعي.
- الحماية الاجتماعية، إلى جانب سياسات سوق العمل النشطة.
- خطط التنويع الاقتصادي المحلي التي تدعم العمل اللائق وتوفر استقرار المجتمع خلال الفترة الانتقالية. لا ينبغي ترك المجتمعات وحدها لإدارة آثار الانتقال لأن هذا لن يؤدي إلى توزيع عادل للتكاليف والفوائد.

الأهداف المناخية واتفاقيات تغير المناخ العالمية تضع معايير لاقتصاد نظيف. في هذه العملية، يجب إعادة هيكلة قطاعات مثل الطاقة والتصنيع والزراعة والغابات، التي توظف ملايين العمال. هناك قلق من أن فترات التغيير الهيكلي الاقتصادي في الماضي تركت العمال العاديين وأسرهم ومجتمعاتهم يتحملون تكاليف الانتقال إلى طرق جديدة لإنتاج الثروة، مما أدى إلى البطالة والفقر والاستبعاد للطبقة العاملة، على عكس أصحاب الأعمال القادرين على تحمل تكاليف الانتقال.
يعالج الانتقال العادل هذا القلق من خلال تعزيز الإجراءات المستدامة التي تساعد العمال. يعني توحيد العدالة الاجتماعية والمناخية عن طريق الانتقال العادل الامتثال لمطالب عمال الفحم في المناطق النامية المعتمدة على الفحم والذين يفتقرون إلى فرص العمل خارج الفحم؛ العدالة للعمال في الاقتصادات الناشئة التي تطالب بحصتها من «عائد التصنيع»؛ الإنصاف لأولئك الذين يضطرون إلى مغادرة منازلهم مع ارتفاع مستوى سطح البحر وغمر المناطق الساحلية والجزر نتيجة لتغير المناخ؛ الإنصاف للسكان المتضررين من تلوث الهواء والآثار البيئية الأوسع لاستخدام الفحم.

## التعريف والتطور
جرت صياغة مصطلح «الانتقال العادل» لأول مرة من قبل نقابات أمريكا الشمالية في التسعينيات لوصف نظام دعم للعمال العاطلين عن العمل بسبب سياسات حماية البيئة. يمكن اعتبار هذا المفهوم تطبيقًا بيئيًا للتحول الاقتصادي، والذي جرى تطويره في الثمانينيات عندما سعى النشطاء المناهضون للحرب إلى بناء تحالف مع العمال العسكريين ومنحهم حصة في اقتصاد السلام.
كان توني مازوتشي أحد المؤيدين الأوائل:
تطور وصف المصطلح في مقال نشرته المجلة الدولية حول أبحاث العمل:
في غضون عشر سنوات، تطور تصور الحركة النقابية للتحديات البيئية ومعه تعريف وحدود ونطاق "الانتقال العادل" المطلوب. اليوم، يمكن فهم "الانتقال العادل" على أنه الإطار المفاهيمي الذي تلتقط فيه الحركة العمالية تعقيدات الانتقال نحو اقتصاد منخفض الكربون ومقاوم للمناخ، ويسلط الضوء على احتياجات السياسة العامة ويهدف إلى تعظيم الفوائد وتقليل المصاعب للعمال ومجتمعاتهم في هذا التحول.
في وثيقة أعدها الاتحاد الدولي لنقابات العمال (ITUC)، جرى تعريف الانتقال العادل على أنه "أداة تشترك فيها الحركة النقابية مع المجتمع الدولي، وتهدف إلى تسهيل التحول نحو مجتمع أكثر استدامة وتوفير الأمل في قدرة الاقتصاد الأخضر للحفاظ على الوظائف اللائقة وسبل العيش للجميع "(الاتحاد الدولي لنقابات العمال، 2009 ب).
من المهم ملاحظة أن الانتقال العادل هو آلية داعمة للعمل المناخي وليس التقاعس عنه. لا يتعارض الانتقال العادل مع السياسات البيئية، ولكنه يكملها. هذا يريح الفكرة القائلة بأن السياسات البيئية والاجتماعية ليست متناقضة، بل على العكس، يمكن أن تعزز بعضها البعض.
جرى اعتماد هذا النهج لمفهوم الانتقال العادل بالإجماع في المؤتمر الثاني للاتحاد الدولي للنقابات، في عام 2010، عندما أعلن الكونجرس أن "الانتقال العادل" "هو النهج" لمكافحة تغير المناخ:
الكونجرس ملتزم بتعزيز نهج متكامل للتنمية المستدامة من خلال انتقال عادل حيث يتم إدخال التقدم الاجتماعي وحماية البيئة والاحتياجات الاقتصادية في إطار الحكم الديمقراطي، حيث يجري احترام حقوق العمل وحقوق الإنسان الأخرى وتحقيق المساواة بين الجنسين (الاتحاد الدولي لنقابات العمال، 2010).
انضمت اتحادات نقابية عالمية أخرى، تمثل العمال في قطاعات اقتصادية محددة، إلى نهج هذه السياسة. اعتمد الاتحاد الدولي لعمال النقل (ITF)، في مؤتمره لعام 2010، قرارًا ينص على أنه "في حين أن التبني العاجل لهذه السياسات أمر حيوي لمعالجة تغير المناخ، يجب على الـ ITF والشركات التابعة له الدفاع عن مصالح عمال النقل من خلال الكفاح من أجل ضمان تنفيذ هذه السياسات بطريقة تحمي الوظائف وتخلق وظائف جديدة من خلال عملية انتقال عادلة "(ITF، 2010). كما أعربت اتحادات العمال الصناعيين عن مواقفها بشأن "الانتقال العادل". على سبيل المثال، ينص الاتحاد الدولي للنقابات الكيميائية والطاقة والتعدين والعمال العامة (ICEM) على أنه "من خلال الانتقال العادل، يمكننا بناء إجماع عام للتحرك نحو إنتاج أكثر استدامة" (ICEM، 2009).

### توسيع الاستخدام

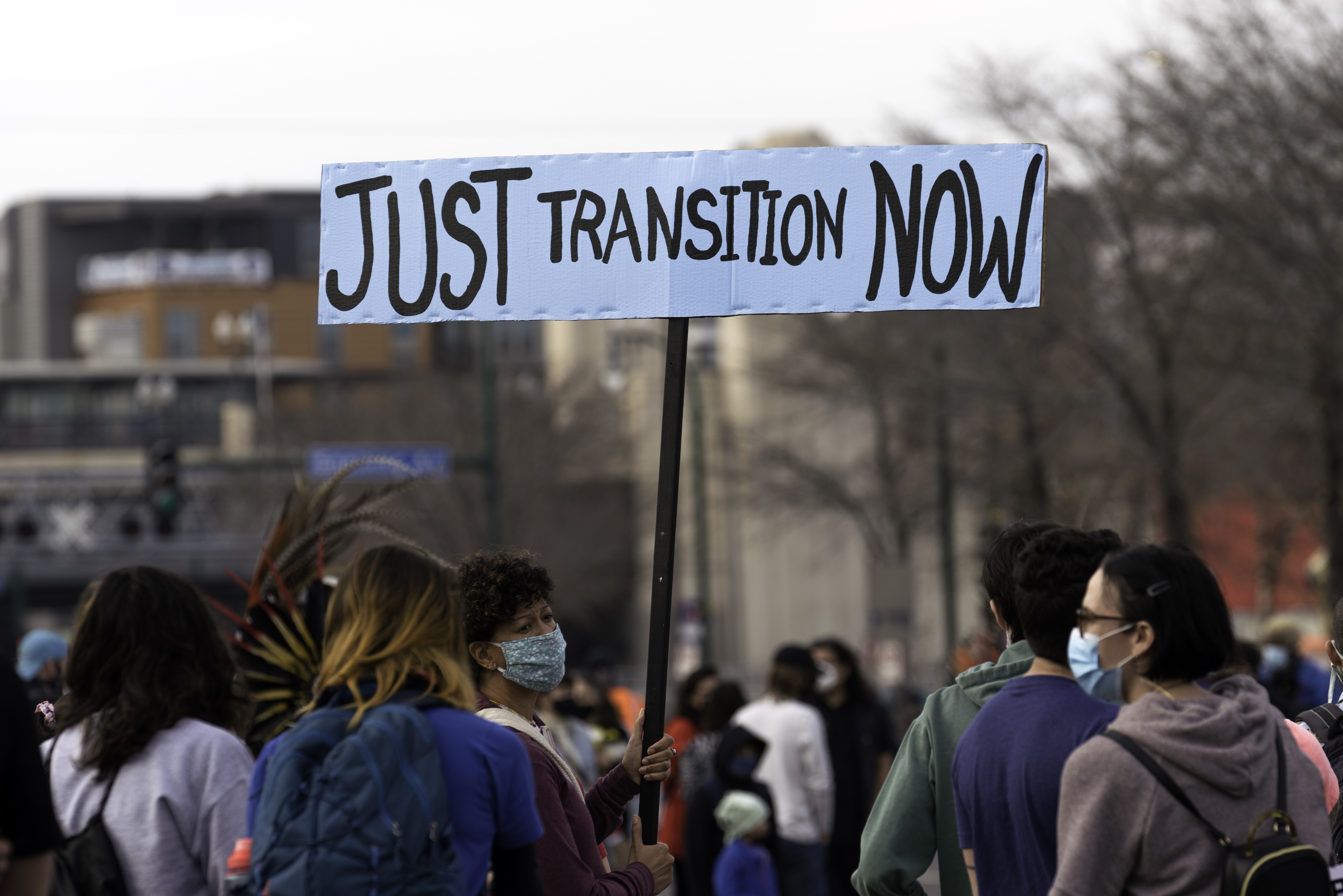
لافتة "Just Transition Now" في مينيابوليس، مينيسوتا، تجمع المناخ

في السنوات الماضية، نشرت عدد من المنظمات مفهوم الانتقال العادل فيما يتعلق بالعدالة البيئية و/أو المناخية. عندما بدأت النقابات في إدخال مفهوم الانتقال العادل في مفاوضات اتفاقية الأمم المتحدة الإطارية بشأن تغير المناخ وحركة تغير المناخ، تطور الانتقال العادل إلى دفع متعمد للانتقال إلى فرص العمل والاقتصادات المستدامة بيئيًا واجتماعيًا. في بعض الأحيان تشير بشكل وثيق إلى عنصر العمل في الانتقال العادل، في حين أن البعض الآخر تجاهله. في الحالة الأخيرة، تشير كلمة «عادل» ببساطة إلى ضرورة حماية البيئة كسلعة عامة من الصناعات الخاصة التي تقوض صحتها على المدى الطويل.
جرى تطبيق مصطلح «عادل» أيضًا على المخاوف المتعلقة بإنهاء الحرب وبناء اقتصاد وقت السلم.
مفهوم الانتقال العادل في التحرك نحو صناعات منخفضة الكربون واقتصاد المناخ المرن في وقت لاحق، خاصة من قبل النقابات العمالية، استخدمت أيضا في ما يتعلق التحول الرقمي.
جرى دعم الانتقال العادل من الفحم من قبل البنك الأوروبي للإنشاء والتعمير.

## الإنجازات

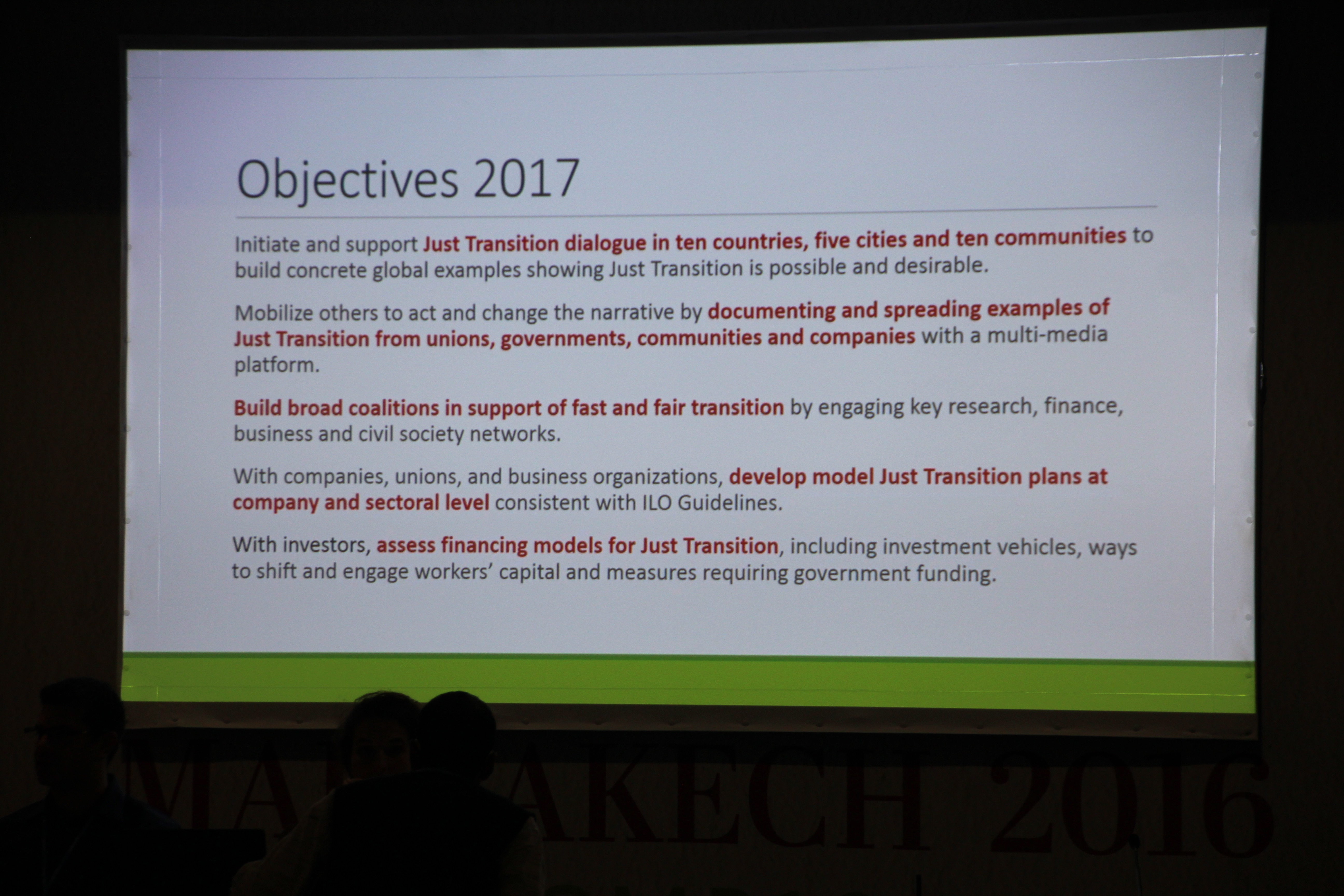
مناقشة الانتقال العادل في COP22

في عام 2015، نشرت منظمة العمل الدولية «المبادئ التوجيهية للانتقال العادل نحو اقتصادات ومجتمعات مستدامة بيئيًا للجميع»، بما في ذلك المبادئ التوجيهية للانتقال العادل مثل الحاجة إلى توافق اجتماعي قوي وحوار اجتماعي وأهمية تعزيز التعاون الدولي. تستند المبادئ التوجيهية إلى الركائز الأربع لبرنامج العمل اللائق لمنظمة العمل الدولية وهي الحوار الاجتماعي، والحماية الاجتماعية، وحقوق العمال، والتوظيف، وتبرز دور العمال وأصحاب العمل والحكومة بوصفهم الشركاء النشطين الرئيسيين في ضمان الانتقال العادل تدعو هذه الوثيقة الحكومات الدولية إلى دمج مبادئ الانتقال العادلة في طرق الوصول إلى أهداف التنمية المستدامة للأمم المتحدة، وزيادة الوصول إلى بيانات سوق العمل، وتشجيع التعاون بين الوزارات الوطنية ذات الصلة، وما إلى ذلك.
في أبريل 2015، شكّل صندوق عائلة روكفلر وشبكة Appalachian Funders Network صندوق الانتقال العادل لمساعدة المجتمعات المتأثرة بقطاع الفحم المتغير على الاستفادة من مبادرة الرئيس أوباما للطاقة. من خلال الاستثمارات المباشرة والمساعدة الفنية المباشرة، ساعدت منح الصندوق في توجيه ما يقرب من 24 مليون دولار من الأموال الفيدرالية نحو مشاريع انتقال عادل.
في مؤتمر الأمم المتحدة المعني بتغير المناخ لعام 2015 في باريس، فرنسا، أو COP 21، أقنع دعاة الانتقال العادل والنقابات الأطراف بإدراج لغة تتعلق بالانتقال العادل وإنشاء العمل اللائق في ديباجة اتفاق باريس.
في مؤتمر الأمم المتحدة لتغير المناخ لعام 2018 في كاتوفيتشي، بولندا، أو مؤتمر COP 24، اعتمد رؤساء الدول والحكومات إعلان سيليسيا للتضامن والانتقال العادل، الذي يسلط الضوء على أهمية الانتقال العادل كما هو مذكور في اتفاق باريس، والمبادئ التوجيهية لمنظمة العمل الدولية، وخطة الأمم المتحدة للتنمية المستدامة لعام 2030. يشجع الإعلان جميع وكالات الأمم المتحدة ذات الصلة على تنفيذ المضي قدمًا في تنفيذه والنظر في مسألة الانتقال العادل عند صياغة وتنفيذ المساهمات المحددة وطنياً للأطراف أو NDCs.
تبنى الاتحاد الأوروبي «الانتقال العادل» كجزء رئيسي من الصفقة الخضراء الأوروبية لمساعدة المناطق المعتمدة على الوقود الأحفوري داخل الاتحاد الأوروبي على الانتقال إلى اقتصاد أكثر اخضرارًا.
تقترح الصفقة الخضراء الجديدة آليات انتقال عادلة للولايات المتحدة.

## روابط خارجية
- آلية الانتقال العادل في الاتحاد الأوروبي
- البنك الأوروبي للإنشاء والتعمير
- وظائف خضراء، وظائف آمنة، مجلة المخاطر
- معهد أبحاث الأمم المتحدة للتنمية الاجتماعية، بحوث الانتقال العادل التعاوني

## المنشورات
- بيل، كارين (2020)، حماية البيئة - الطبقة العاملة: أجندة للانتقال العادل والمنصف إلى الاستدامة، لندن: بالجريف
- هامبتون، بول (2015)، العمال والنقابات العمالية للتضامن المناخي، لندن ونيويورك: روتليدج
- مورينا وإدوارد ودنيا كراوس وديمتريس ستيفيس (2020)، انتقالات عادلة: العدالة الاجتماعية في التحول نحو عالم منخفض الكربون، لندن: بلوتو
- Räthzel وNora وDavid Uzzell (2013)، النقابات العمالية في الاقتصاد الأخضر: العمل من أجل البيئة، لندن ونيويورك: إيرثسكان / روتليدج